# Certima jelskii
Certima jelskii là một loài bướm đêm trong họ Geometridae.